# دموع في الجنة (أغنية)
دموع في الجنة (بالإنجليزية: Tears in Heaven)‏ أغنية من تأليف إريك كلابتون وويل جينينغز، كتبت عن وفاة كونور ابن كلابتون البالغ من العمر أربع سنوات. ظهرت في عام 1991 ضمن الموسيقى التصويرية لفيلم «اندفاع Rush»، كما غناها في يناير 1992، أمام الجمهور في براي ستوديوز، بيركشاير بإنجلترا لصالح شركة ام تي في، وظهرت هذه النسخة الحية في ألبومه «غير موصول Unplugged».
كانت الأغنية هي الأكثر مبيعًا لكلابتون في الولايات المتحدة، حيث صعدت إلى المرتبة الثانية على قائمة هوت بيلبورد 100، وفي موطنه، المملكة المتحدة، صعدت إلى المرتبة الخامسة على قائمة أفضل الأغاني الفردية، كما تم تصنيفها في المراكز العشرة الأولى في أكثر من عشرين دولة حول العالم. فاز بثلاث جوائز جرامي لأفضل أداء صوتي بوب للرجال، وأفضل أغنية للعام، وفي عام 2004، صنفتها مجلة رولينج ستون في المرتبة 362 في قائمة «أعظم 500 أغنية في كل العصور».

## خلفية الأغنية
قُتل مدير أعمال كلابتون في أغسطس 1990، واثنان من الفنيين المصاحبين له في جولاته، وصديقه وزميله الموسيقي ستيفي راي فوغان في حادث طائرة هليكوبتر، كما توفي ابن كلابتون كونور البالغ من العمر 4 سنوات بعد سقوطه من نافذة الطابق 53 في شقة بمدينة نيويورك في 20 مارس 1991، والشقة تملكها صديقة والدة كونور.
عزل كلابتون نفسه لفترة، ثم بدأ العمل مرة أخرى، وكتابة الموسيقى لفيلم «اندفاع» 1991، حيث تعامل مع حزن وفاة ابنه من خلال كتابة «دموع في الجنة». قال كلابتون في مقابلة عام 1992، عن الأغنية: «لقد كانت في مؤخرة رأسي ولكن لم يكن لها حقًا سبب لوجودها حتى عملت في موسيقى هذا الفيلم... الفيلم كان نوعًا ما سببًا لتكوين الأغنية... هي غامضة بعض الشيء لأنه يمكن اعتبارها تتحدث عن كونور ولكن من المفترض أيضًا أن تكون جزءًا من الفيلم»، في مقابلة مع دافني باراك، قال كلابتون: "لقد استخدمت الموسيقى بشكل شبه واعٍ لنفسي كعامل شفاء، وها قد نجحت... لقد حصلت على قدر كبير من السعادة وقدر كبير من الشفاء من الموسيقى. قال جينينغز: "قال لي كلابتون.. أريد أن أكتب أغنية عن ابني«. كان لدى إريك كلابتون أول بيت من الأغنية مكتوب، والذي، بالنسبة لي، هو كل الأغنية، لكنه أراد مني أن أكتب بقية سطور الشعر، على الرغم من أنني أخبرته أنه أمر شخصي للغاية، يجب أن يكتب كل شيء بنفسه... أخبرني أنه أعجب بالعمل الذي قمت به مع ستيف وينوود، وفي النهاية لم يكن هناك شيء آخر سوى القيام بما طلبه، على الرغم من حساسية الموضوع. هذه أغنية شخصية ومحزنة للغاية لدرجة أنها فريدة من نوعها في تجربتي في كتابة الأغاني».
أصدر كلابتون العديد من التصريحات لزيادة الوعي بالنوافذ والسلالم العازلة للأطفال. توقف كلابتون عن أداء أغنية «دموع في الجنة» في عام 2004، قائلاً: «لم أعد أشعر بالخسارة، وهو جزء كبير من أداء تلك الأغاني... المشاعر التي كانت موجودة عندما كتبت الأغنية قد ذهبت نوعًا ما، وأنا حقًا لا أريدها أن تعود.. حياتي مختلفة الآن».

## الأغنية على القوائم حول العالم
احتلت الأغنية المركز الأول في: الأرجنتين – البرازيل – كندا – الدنمارك – أيسلاندا – أيرلندا – اليابان – نيوزيلاندا – بولندا – الولايات المتحدة.
احتلت المركز الثاني والثالث على التوالي في: فرنسا – قائمة هوت أوروبا 100.
ظهرت على قوائم دول عديدة: أستراليا – النمسا – بلجيكا – كولومبيا – ألمانيا – إيطاليا – هولندا – السويد – سويسرا – المملكة المتحدة.

## جوائز وترشيحات وشهادات
جائزة بيلبورد للموسيقى التصويرية الأكثر مبيعًا 1992: فوز.
جوائز جولدن جلوب 1992: ترشحت لجائزة أفضل أغنية أصلية.
جوائز ام تي في السينمائية 1992: ترشحت لجائزة أفضل أغنية من فيلم.
جوائز ام تي في لفيديو الأغاني 1992: فازت بجائزة أفضل فيديو للرجال، وترشحت لأفضل تصوير فيديو، وأفضل فيديو من فيلم.
جوائز جرامي 1993: فازت بجائزة أفضل أداء بوب صوتي للرجال، وفازت أفضل تسجيل للعام، وفازت بجائزة أفضل أغنية لعام 1993، كما ترشحت لجائزة أفضل تأليف موسيقي، وجائزة أفضل أغنية اعدت للسينما.
دخلت قاعة مشاهير الروك أند رول عام 2004: الأغاني التي شكلت موسيقى الروك أند رول.
حصلت على المركز 362 على قائمة مجلة الرولنج ستون، عام 2004، «أعظم 500 أغنية في كل العصور».
منحتها شركة الوسائط الرقمية الأمريكية «ابوت About» في عام 2015: المركز الخامس على قائمة أفضل 10 أغاني لعام 1992، والمركز 81 على قائمة أفضل 100 أغنية بوب من التسعينيات.
حصلت على الشهادة البلاتينية في الولايات المتحدة.
حصلت على جائزة الأسطوانة الذهبية في: أستراليا – اليابان – نيوزيلندا – المملكة المتحدة.

## كلمات الأغنية
هل ستعرف اسمي لو رأيتك في الجنة؟ Would you know my name if I saw you in heaven
هل سيكون نفس الشيء لو رأيتك في الجنة؟ Would it be the same if I saw you in heaven
يجب أن أكون قوياً واستمر I must be strong and carry on
لأنني أعلم أنني لا أنتمي Cause I know I don't belong'
هنا في الجنة Here in heaven
هل ستمسك يدي إذا رأيتك في الجنة؟ Would you hold my hand if I saw you in heaven
هل تساعدني على الوقوف إذا رأيتك في الجنة؟ Would you help me stand if I saw you in heaven
سأجد طريقي خلال الليل والنهار I'll find my way through night and day
لأني أعلم أنني لا أستطيع البقاء Cause I know I just can't stay'
هنا في الجنة Here in heaven
الوقت يمكن أن يحبطك، ويمكن للوقت أن يثني ركبتيك Time can bring you down, time can bend your knees
الوقت يمكن أن يكسر قلبك، هل تتوسل من فضلك Time can break your heart, have you begging please
تتوسل من فضلك Begging please
خلف الباب، هناك سلام، أنا متأكد Beyond the door, there's peace, I'm sure
وأنا أعلم أنه لن يكون هناك المزيد And I know there'll be no more
دموع في الجنه Tears in heaven
هل ستعرف اسمي لو رأيتك في الجنة؟ Would you know my name if I saw you in heaven
هل ستشعر بالمثل لو رأيتك في الجنة؟ Would you feel the same if I saw you in heaven
يجب أن أكون قويا واستمر I must be strong and carry on
لأنني أعلم أنني لا أنتمي Because I know I don't belong
هنا في الجنة Here in heaven

## وصلات خارجية
https://www.ericclapton.com/ دموع في الجنة (أغنية)
https://www.songfacts.com/facts/eric-clapton/tears-in-heaven دموع في الجنة (أغنية)
https://www.youtube.com/watch?v=JxPj3GAYYZ0 دموع في الجنة (أغنية)